# Der scharlachrote Buchstabe (1995)

Werbeposter (Ausschnitt)

Der scharlachrote Buchstabe (Originaltitel: The Scarlet Letter) ist ein US-amerikanisches Filmdrama aus dem Jahr 1995. Regie führte Roland Joffé, das Drehbuch schrieb Douglas Day Stewart anhand des gleichnamigen Romans von Nathaniel Hawthorne. Produzent war Cinergi Pictures.
Die Filmhandlung weicht in einigen entscheidenden Punkten von der des Romans ab.

## Handlung
Massachusetts im Jahr 1666: Die gläubige Hester Prynne kommt in die neue Kolonie, um hier ihren Glauben frei ausleben zu können. Schon früh stößt sie auf das Misstrauen der Einwohner, da sie zwar verheiratet ist, ihr Mann jedoch erst mit einem späteren Schiff nachkommen will – gegen alle Regeln der Gemeinschaft bezieht Hester daher ein eigenes Haus in einer Gegend, die seit einem Überfall durch Indianer unbewohnt geblieben war. Hester ist selbstständig, kauft sich Arbeiter und die stumme Sklavin Mituba, die ihr im Haushalt hilft. Sie freundet sich mit Harriet an, die im Dorf als Hexe gilt.
Hester lernt den jungen Reverend Arthur Dimmesdale kennen und verliebt sich in ihn. Auch er liebt sie, doch müssen beide ihre Gefühle verstecken, da auf Ehebruch die Todesstrafe steht. Hesters Mann Roger, ein Arzt, befindet sich auf einem Schiff, das von Indianern angegriffen wird. Die gesamte Besatzung und alle Passagiere werden für tot erklärt, auch wenn viele Leichen ins Meer gespült und damit unauffindbar bleiben. Als Hester erfährt, dass sie wegen des nicht eindeutig bewiesenen Todes ihres Mannes sieben Jahre Trauerzeit einhalten muss und erst dann eine neue Beziehung eingehen darf, schläft sie noch in derselben Nacht mit Arthur. Wenig später bemerkt sie, dass sie schwanger ist, und eine frömmelnde Bewohnerin, der Hester wegen ihrer gewagten religiösen Ansichten ein Dorn im Auge ist, zeigt sie beim Gouverneur wegen Ehebruchs an.
Hester weigert sich, den Vater des Kindes zu benennen, und wird inhaftiert. Sie bleibt über sechs Monate im Gefängnis und bringt dort auch ihre Tochter Pearl zur Welt. Auf Arthurs Betreiben hin wird sie freigelassen, muss nun jedoch stets den roten Buchstaben A (für „adultery“ = „Ehebruch“) an ihrer Kleidung tragen. Während sie noch öffentlich gebrandmarkt wird, erscheint ihr Ehemann Roger in der Stadt. Er wurde von den Indianern nicht getötet, sondern als ihr Medizinmann ausgebildet. Er gibt sich Hester zu erkennen und kündigt an, den geheimgehaltenen Vater von Pearl zu töten, sobald der sich verrät.
In den folgenden Wochen beginnt eine regelrechte Hexenjagd auf Hester. Sie wird auf der Straße verhöhnt und ein Trommler folgt ihr überallhin. Auch Roger, der sich unter dem Namen Roger Chillingworth und mit neuer Biografie in der Stadt niedergelassen hat, setzt seiner Frau zu. Als Hesters Freundin Harriet wegen Hexerei festgenommen wird und Roger von Gerüchten hört, dass Hester ebenfalls eine Hexe sei, lässt er die kleine Pearl nach einem Hexenmal durchsuchen und wird fündig. Zudem hat er im Vorfeld Mituba, die einen Brief Arthurs an Hester vor seinen Augen gegessen hat, bestialisch ermordet und präsentiert ihren Leichnam ebenfalls als Hexenwerk. Hester gelingt es, mit Pearl aus dem Gericht zu fliehen. Sie will jedoch nicht aus der Stadt gehen, solange Harriet in Lebensgefahr schwebt, und wird zusammen mit anderen Frauen als Hexe verhaftet.
Kurz zuvor hatte ein Dorfbewohner versucht, sie in ihrer Hütte zu vergewaltigen. Roger wiederum dachte, Arthur sei bei ihr. Er ermordete den Mann kurz darauf und skalpierte ihn im Wahn. Es kommt zu Ausschreitungen, da die Dorfbewohner einen Mord durch Indianer vermuten – alle konvertierten Indianer werden verhaftet. Als Roger seinen Fehler erkennt, erhängt er sich. Beim Prozess gegen die Frauen stellt sich Arthur vor Hester und erklärt, er sei der Vater ihres Kindes und liebe sie. Er bietet an, anstelle der Frauen erhängt zu werden. Bevor dies in die Tat umgesetzt werden kann, erscheinen die alarmierten Indianer im Dorf, befreien die gefangenen Indianer und ermöglichen so den Frauen und Arthur die Flucht.
Später sieht man Arthur, Hester und Pearl am Grab von Roger. Hester will fortgehen, da sich der Traum der Freiheit in Massachusetts nicht verwirklicht hat. Arthur geht mit ihr und küsst sie demonstrativ während einer Fahrt durchs Dorf. Pearl hat den Aufnäher mit dem roten „A“ an sich genommen und wirft ihn wenig später fort.

## Unterschied zum Buch
Im Buch lebt Hester weiter in ihrer Heimatstadt. Sie wird den Buchstaben nie mehr ablegen, jedoch ändert sich die Einstellung der Bewohner ihr gegenüber. Hester wird durch ihr tadelloses Leben zu einer Respektsperson, deren Nähe und Rat gesucht wird. Im Film flieht sie zusammen mit Arthur aus der Stadt.

## Kritiken
Roger Ebert schrieb in der Chicago Sun-Times vom 13. Oktober 1995, die zum Ehebruch führenden Ereignisse seien im Stil der Videos der Reihe Playboys Fantasies dargestellt. Es gebe zahlreiche Unterschiede zwischen dem Roman – dessen Handlung vorwiegend in den Köpfen der Figuren spiele – und dem Film. Unter anderen gehe das Gespür der Charaktere für Schuld verloren, welches das Drama ausgemacht habe (“The movie has removed the character’s sense of guilt, and therefore the story’s drama”).
Das Lexikon des internationalen Films schrieb, der Film sei eine „in Inhalt und Form auf den Kopf gestellte Neuverfilmung des Nathaniel-Hawthorne-Romans, dessen differenzierte Darstellung des Puritanismus in eine Emanzipationsgeschichte mit Soap-Opera-Charakter verwandelt wurde“.
Die Zeitschrift Cinema schrieb, „Regisseur Roland Joffé nutzt Hawthornes klassische Geschichte um Liebe und Bigotterie als Vorwand für Softsexszenen und Indianerkriegs-Action. Ein Happyend gab’s im Roman auch nicht.“ Übrig geblieben sei „schick fotografierte Klassikerschändung“.
Auch Prisma fand, der Film weise viele Längen und Schmalzsequenzen auf. Statt sich in Liebesplänkeleien zu verlieren, „hätte er sich besser auf spannendere Details (z.B. die Indianerfrage) konzentrieren sollen“. „Was bleibt ist ein guter Darstellerstab in sehenswertem Dekor mit treffsicherem Zeitkolorit.“

## Auszeichnungen
Roland Joffé und Andrew G. Vajna erhielten im Jahr 1996 die Goldene Himbeere in der Kategorie Schlechtestes Remake/Schlechteste Fortsetzung. Zu den sechs weiteren Nominierungen für die Goldene Himbeere gehörten jene in der Kategorie Schlechtester Film, für Regie, für das Drehbuch und für Demi Moore sowie Robert Duvall.
Der Film wurde im Jahr 1996 für die Political Film Society Awards in den Kategorien Political Film Society Award für Menschenrechte und Political Film Society Award für Frieden nominiert. Demi Moore wurde im Jahr 1996 für den MTV Movie Award nominiert.
Die Deutsche Film- und Medienbewertung FBW in Wiesbaden verlieh dem Film das Prädikat besonders wertvoll.

## Hintergründe
Der Film wurde in den kanadischen Provinzen British Columbia und Nova Scotia gedreht. Seine Produktionskosten betrugen schätzungsweise 50 Millionen US-Dollar. Der Film spielte in den Kinos der USA ca. 10,4 Millionen US-Dollar ein.
Eine erste Fassung des Soundtracks wurde durch Ennio Morricone eingespielt. Diese Musik wurde verworfen und Elmer Bernstein wurde als Komponist beauftragt. Schließlich schrieb John Barry auf Betreiben von Demi Moore die Filmmusik.